# Canton de Matheysine-Trièves
Le canton de Matheysine-Trièves est une circonscription électorale française du département de l'Isère.

## Histoire
Créé par le décret du 18 février 2014 dans le cadre du nouveau découpage cantonal de 2014, le canton de Matheysine-Trièves est formé de communes des anciens cantons de Corps (13 communes), de Monestier-de-Clermont (12 communes), de Valbonnais (9 communes), de Clelles (8 communes), de La Mure (19 communes), de Mens (9 communes) et de Vizille (2 communes). Le canton est entièrement inclus dans l'arrondissement de Grenoble. Le bureau centralisateur est situé à La Mure.

## Représentation
| Période élective | Période élective | Mandat | Mandat   | Identité           | Nuance | Nuance | Qualité |
| ---------------- | ---------------- | ------ | -------- | ------------------ | ------ | ------ | --- |
| 2015             | 2021             | 2015   | 2021     | Fabien Mulyk       |        | UDI    | Maire de Corps Vice-président du Conseil départemental délégué à la filière bois, à l'aménagement des rivières et à l'environnement |
| 2015             | 2021             | 2015   | 2021     | Frédérique Puissat |        | LR     | Cadre financier Ancienne maire de Château-Bernard Sénatrice depuis septembre 2017                                                   |
| 2021             | 2028             | 2021   | en cours | Fabien Mulyk       |        | UDI    | Conseiller sortant 10ème vice-président chargé de l'agriculture, de la forêt et de la gestion de l'eau                              |
| 2021             | 2028             | 2021   | en cours | Frédérique Puissat |        | LR     | Conseillère sortante |

### Résultats détaillés

#### Élections de mars 2015
À l'issue du 1er tour des élections départementales de 2015, deux binômes sont en ballottage : Fabien Mulyk et Frédérique Puissat (Union de la Droite, 45,5 %) et Charles Galvin et Chrystel Riondet (Union de la Gauche, 21,44 %). Le taux de participation est de 58,98 % (13 809 votants sur 23 415 inscrits) contre 49,24 % au niveau départemental et 50,17 % au niveau national.
Au second tour, Fabien Mulyk et Frédérique Puissat (Union de la Droite) sont élus avec 63,09 % des suffrages exprimés et un taux de participation de 57,11 % (7 818 voix pour 13 372 votants et 23 416 inscrits).

#### Élections de juin 2021
Le premier tour des élections départementales de 2021 est marqué par un très faible taux de participation (33,26 % au niveau national). Dans le canton de Matheysine-Trièves, ce taux de participation est de 44,01 % (10 449 votants sur 23 743 inscrits) contre 31,88 % au niveau départemental. À l'issue de ce premier tour, deux binômes sont en ballottage : Fabien Mulyk et Frédérique Puissat (Union au centre et à droite, 53,19 %) et Madeleine Douillet et Fabrice Mauberret (Union à gauche avec des écologistes, 35,13 %).
Le second tour des élections est marqué une nouvelle fois par une abstention massive équivalente au premier tour. Les taux de participation sont de 34,36 % au niveau national, 32,23 % dans le département et 44,48 % dans le canton de Matheysine-Trièves. Fabien Mulyk et Frédérique Puissat (Union au centre et à droite) sont élus avec 62,38 % des suffrages exprimés (6 326 voix pour 10 562 votants et 23 747 inscrits),,.

## Composition
Le canton de Matheysine-Trièves comprenait soixante-douze communes entières à sa création.
À la suite de la fusion, au 1er janvier 2017, de Cordéac et de Saint-Sébastien pour former la commune de Châtel-en-Trièves, le nombre de communes descend à 71.
À la suite de la fusion, au 1er janvier 2019, de Chantelouve et de Le Périer pour former la commune de Chantepérier, le nombre de communes descend à 70.
| Nom                             | Code Insee | Intercommunalité         | Superficie (km2) | Population (dernière pop. légale) | Densité (hab./km2) | Modifier                                    |
| ------------------------------- | ---------- | ------------------------ | ---------------- | --------------------------------- | ------------------ | ------------------------------------------- |
| La Mure (bureau centralisateur) | 38269      | CC de la Matheysine      | 8,33             | 4 940 (2022)                      | 593                | modifier les données · modifier les données |
| Ambel                           | 38008      | CC de la Matheysine      | 4,83             | 32 (2022)                         | 6,6                | modifier les données · modifier les données |
| Avignonet                       | 38023      | CC du Trièves            | 8,41             | 197 (2022)                        | 23                 | modifier les données · modifier les données |
| Beaufin                         | 38031      | CC de la Matheysine      | 6,36             | 20 (2022)                         | 3,1                | modifier les données · modifier les données |
| Chantepérier                    | 38073      | CC de la Matheysine      | 81,40            | 211 (2022)                        | 2,6                | modifier les données · modifier les données |
| Château-Bernard                 | 38090      | CC du Trièves            | 18,27            | 286 (2022)                        | 16                 | modifier les données · modifier les données |
| Châtel-en-Trièves               | 38456      | CC du Trièves            | 47,60            | 491 (2022)                        | 10                 | modifier les données · modifier les données |
| Chichilianne                    | 38103      | CC du Trièves            | 62,48            | 326 (2022)                        | 5,2                | modifier les données · modifier les données |
| Cholonge                        | 38106      | CC de la Matheysine      | 8,92             | 344 (2022)                        | 39                 | modifier les données · modifier les données |
| Clelles                         | 38113      | CC du Trièves            | 20,88            | 576 (2022)                        | 28                 | modifier les données · modifier les données |
| Cognet                          | 38116      | CC de la Matheysine      | 1,80             | 36 (2022)                         | 20                 | modifier les données · modifier les données |
| Cornillon-en-Trièves            | 38127      | CC du Trièves            | 13,92            | 169 (2022)                        | 12                 | modifier les données · modifier les données |
| Corps                           | 38128      | CC de la Matheysine      | 11,22            | 424 (2022)                        | 38                 | modifier les données · modifier les données |
| Les Côtes-de-Corps              | 38132      | CC de la Matheysine      | 9,83             | 73 (2022)                         | 7,4                | modifier les données · modifier les données |
| Entraigues                      | 38154      | CC de la Matheysine      | 21,66            | 225 (2022)                        | 10                 | modifier les données · modifier les données |
| Gresse-en-Vercors               | 38186      | CC du Trièves            | 81,13            | 356 (2022)                        | 4,4                | modifier les données · modifier les données |
| Laffrey                         | 38203      | CC de la Matheysine      | 6,72             | 468 (2022)                        | 70                 | modifier les données · modifier les données |
| Lalley                          | 38204      | CC du Trièves            | 23,65            | 183 (2022)                        | 7,7                | modifier les données · modifier les données |
| Lavaldens                       | 38207      | CC de la Matheysine      | 41,40            | 161 (2022)                        | 3,9                | modifier les données · modifier les données |
| Lavars                          | 38208      | CC du Trièves            | 14,80            | 164 (2022)                        | 11                 | modifier les données · modifier les données |
| Marcieu                         | 38217      | CC de la Matheysine      | 11,97            | 68 (2022)                         | 5,7                | modifier les données · modifier les données |
| Mayres-Savel                    | 38224      | CC de la Matheysine      | 12,51            | 92 (2022)                         | 7,4                | modifier les données · modifier les données |
| Mens                            | 38226      | CC du Trièves            | 28,29            | 1 431 (2022)                      | 51                 | modifier les données · modifier les données |
| Miribel-Lanchâtre               | 38235      | Grenoble-Alpes Métropole | 9,65             | 450 (2022)                        | 47                 | modifier les données · modifier les données |
| Monestier-d'Ambel               | 38241      | CC de la Matheysine      | 11,02            | 14 (2022)                         | 1,3                | modifier les données · modifier les données |
| Monestier-de-Clermont           | 38242      | CC du Trièves            | 5,45             | 1 463 (2022)                      | 268                | modifier les données · modifier les données |
| Monestier-du-Percy              | 38243      | CC du Trièves            | 14,99            | 256 (2022)                        | 17                 | modifier les données · modifier les données |
| Monteynard                      | 38254      | CC de la Matheysine      | 10,72            | 500 (2022)                        | 47                 | modifier les données · modifier les données |
| La Motte-d'Aveillans            | 38265      | CC de la Matheysine      | 9,78             | 1 727 (2022)                      | 177                | modifier les données · modifier les données |
| La Motte-Saint-Martin           | 38266      | CC de la Matheysine      | 14,64            | 454 (2022)                        | 31                 | modifier les données · modifier les données |
| Nantes-en-Ratier                | 38273      | CC de la Matheysine      | 12,13            | 468 (2022)                        | 39                 | modifier les données · modifier les données |
| Notre-Dame-de-Vaulx             | 38280      | CC de la Matheysine      | 7,88             | 518 (2022)                        | 66                 | modifier les données · modifier les données |
| Oris-en-Rattier                 | 38283      | CC de la Matheysine      | 18,83            | 108 (2022)                        | 5,7                | modifier les données · modifier les données |
| Pellafol                        | 38299      | CC de la Matheysine      | 34,73            | 134 (2022)                        | 3,9                | modifier les données · modifier les données |
| Le Percy                        | 38301      | CC du Trièves            | 15,93            | 167 (2022)                        | 10                 | modifier les données · modifier les données |
| Pierre-Châtel                   | 38304      | CC de la Matheysine      | 11,48            | 1 485 (2022)                      | 129                | modifier les données · modifier les données |
| Ponsonnas                       | 38313      | CC de la Matheysine      | 2,90             | 289 (2022)                        | 100                | modifier les données · modifier les données |
| Prébois                         | 38321      | CC du Trièves            | 16,03            | 172 (2022)                        | 11                 | modifier les données · modifier les données |
| Prunières                       | 38326      | CC de la Matheysine      | 8,20             | 378 (2022)                        | 46                 | modifier les données · modifier les données |
| Quet-en-Beaumont                | 38329      | CC de la Matheysine      | 8,10             | 79 (2022)                         | 9,8                | modifier les données · modifier les données |
| Roissard                        | 38342      | CC du Trièves            | 14,25            | 320 (2022)                        | 22                 | modifier les données · modifier les données |
| Saint-Andéol                    | 38355      | CC du Trièves            | 29,70            | 119 (2022)                        | 4,0                | modifier les données · modifier les données |
| Saint-Arey                      | 38361      | CC de la Matheysine      | 6,67             | 73 (2022)                         | 11                 | modifier les données · modifier les données |
| Saint-Baudille-et-Pipet         | 38366      | CC du Trièves            | 35,97            | 258 (2022)                        | 7,2                | modifier les données · modifier les données |
| Saint-Guillaume                 | 38391      | CC du Trièves            | 13,33            | 239 (2022)                        | 18                 | modifier les données · modifier les données |
| Saint-Honoré                    | 38396      | CC de la Matheysine      | 14,58            | 819 (2022)                        | 56                 | modifier les données · modifier les données |
| Saint-Jean-d'Hérans             | 38403      | CC du Trièves            | 17,48            | 308 (2022)                        | 18                 | modifier les données · modifier les données |
| Saint-Jean-de-Vaulx             | 38402      | CC de la Matheysine      | 10,73            | 526 (2022)                        | 49                 | modifier les données · modifier les données |
| Saint-Laurent-en-Beaumont       | 38413      | CC de la Matheysine      | 13,15            | 419 (2022)                        | 32                 | modifier les données · modifier les données |
| Saint-Martin-de-Clelles         | 38419      | CC du Trièves            | 14,72            | 184 (2022)                        | 13                 | modifier les données · modifier les données |
| Saint-Martin-de-la-Cluze        | 38115      | CC du Trièves            | 16,26            | 749 (2022)                        | 46                 | modifier les données · modifier les données |
| Saint-Maurice-en-Trièves        | 38424      | CC du Trièves            | 12,94            | 179 (2022)                        | 14                 | modifier les données · modifier les données |
| Saint-Michel-en-Beaumont        | 38428      | CC de la Matheysine      | 8,04             | 32 (2022)                         | 4,0                | modifier les données · modifier les données |
| Saint-Michel-les-Portes         | 38429      | CC du Trièves            | 20,59            | 283 (2022)                        | 14                 | modifier les données · modifier les données |
| Saint-Paul-lès-Monestier        | 38438      | CC du Trièves            | 13,88            | 284 (2022)                        | 20                 | modifier les données · modifier les données |
| Saint-Pierre-de-Méaroz          | 38444      | CC de la Matheysine      | 4,64             | 105 (2022)                        | 23                 | modifier les données · modifier les données |
| Saint-Théoffrey                 | 38462      | CC de la Matheysine      | 5,75             | 609 (2022)                        | 106                | modifier les données · modifier les données |
| Sainte-Luce                     | 38414      | CC de la Matheysine      | 7,95             | 41 (2022)                         | 5,2                | modifier les données · modifier les données |
| La Salette-Fallavaux            | 38469      | CC de la Matheysine      | 22,29            | 82 (2022)                         | 3,7                | modifier les données · modifier les données |
| La Salle-en-Beaumont            | 38470      | CC de la Matheysine      | 9,26             | 347 (2022)                        | 37                 | modifier les données · modifier les données |
| Siévoz                          | 38489      | CC de la Matheysine      | 7,37             | 134 (2022)                        | 18                 | modifier les données · modifier les données |
| Sinard                          | 38492      | CC du Trièves            | 10,44            | 719 (2022)                        | 69                 | modifier les données · modifier les données |
| Sousville                       | 38497      | CC de la Matheysine      | 2,93             | 145 (2022)                        | 49                 | modifier les données · modifier les données |
| Susville                        | 38499      | CC de la Matheysine      | 9,91             | 1 148 (2022)                      | 116                | modifier les données · modifier les données |
| Treffort                        | 38513      | CC du Trièves            | 10,99            | 258 (2022)                        | 23                 | modifier les données · modifier les données |
| Tréminis                        | 38514      | CC du Trièves            | 49,40            | 201 (2022)                        | 4,1                | modifier les données · modifier les données |
| Valbonnais                      | 38518      | CC de la Matheysine      | 23,95            | 514 (2022)                        | 21                 | modifier les données · modifier les données |
| La Valette                      | 38521      | CC de la Matheysine      | 7,87             | 64 (2022)                         | 8,1                | modifier les données · modifier les données |
| Valjouffrey                     | 38522      | CC de la Matheysine      | 72,56            | 167 (2022)                        | 2,3                | modifier les données · modifier les données |
| Villard-Saint-Christophe        | 38552      | CC de la Matheysine      | 14,22            | 398 (2022)                        | 28                 | modifier les données · modifier les données |
| Canton de Matheysine-Trièves    | 3815       |                          | 1 260,66         | 29 659 (2022)                     | 24                 | modifier les données                        |

## Démographie
En 2022, le canton comptait 29 659 habitants, en évolution de +0,8 % par rapport à 2016 (Isère : +3,07 %, France hors Mayotte : +2,11 %).
| 2013   | 2018   | 2022   |
| ------ | ------ | ------ |
| 29 377 | 29 370 | 29 659 |